# リバーシブルー
「リバーシブルー」は、クリープハイプのメジャー8枚目のシングル。2015年9月30日にユニバーサルミュージックジャパンより発売された。初回限定盤には特典DVDが付属。

## 概要
前作「愛の点滅」から4か月ぶりのシングル。
「リバーシブルー」は、広瀬すず出演の『明星一平ちゃん夜店の焼きそば』(マヨンナ篇)のCM曲のために書き下ろされた。
「わすれもの」は、松居大悟監督の映画『私たちのハァハァ』の主題歌として書き下ろされた。

## 収録曲

### CD
1. リバーシブルー [3:32]
  - 広瀬すず出演『明星一平ちゃん夜店の焼きそば』(マヨンナ篇)のCM曲。
  - 同CMディレクターの永口紗也香が担当したミュージックビデオでは、メンバー全員が初の演技にチャレンジし、クリープハイプのメンバーが「日本一夏の似合わない人」をコンセプトに、ボーカルの尾崎は葬式帰りの男、ギターの小川はタクシー運転手、ベースの長谷川は新人の客引き、ドラムの小泉はバツイチの清掃員を演じており、それぞれの人生における"会いたい人"、"会いたくない人"が描かれている[1]。
  - タイトル"リバーシブルー"は、楽曲の中で描かれている男女の"会いたい"、"会いたくない"という裏腹の気持ちと夏のイメージ(ブルー)を掛けた言葉[1]。
2. カップリング [3:30]
  - この曲について尾崎は「カップリングってすごく大事だと思っています。自分の好きなアーティストのシングルでも、カップリングに本質が詰まっている気がして大切に聴いていたので、そうやって聴いてほしいなぁという気持ちがあります。でも一方で今は、配信で1曲だけを買ったり、YouTubeでしか聴いてもらえなかったり、カップリングが聴いてもらえない可能性って高いじゃないですか。その現状に対する皮肉もあるし、そうだったときに期待した自分が恥ずかしいから先に『捨ててしまおう』と言っておく自虐的なクセも出ていると思います。でも、基本的にはカップリングっていうものは好きだし、それがないと活動していけないくらい色んな気持ちを出せる大切なものだという思いも込めてこういう歌詞になりました。」と話している[2]。
3. わすれもの [3:31]
  - 松居大悟監督の映画『私たちのハァハァ』主題歌。
  - ミュージックビデオも松居大悟が手がけ、映画本編の半年後を描いた内容になっており、映画の主演女優の井上苑子、大関れいか、三浦透子、真山朔の4人が出演している[3]。

### 初回限定盤DVD
- 「リバーシブルー」ミュージックビデオ
- 「リバーシブルー」ミュージックビデオ メイキング映像
- 「一つじゃつまらないから、せめて二つくらいやろう」総集編〜東京の中心で◯◯◯を叫ぶ〜@日比谷野外大音楽堂ライブ映像

1. 「ヒッカキキズ」
2. 「大丈夫」
3. 「本当」
4. 「エロ」
5. 「愛の点滅」
6. 「百八円の恋」
7. 「社会の窓と同じ構成」
8. 「ねがいり」
9. 「ボーイズENDガールズ」
10. 「二十九、三十」